# ABABA
株式会社ABABAは、大阪府吹田市に本社を置く、新卒採用サービス事業を行う企業。また、同名の新卒向けダイレクトリクルーティングサービスを運営。
「隣人を助けよ」をミッション・コアバリューとしている。社名の由来は代表である久保駿貴の友人が就職活動に発した「あばばばば」という言葉から。

## 沿革
- 2020年
  - 10月-大阪府吹田市で創業。
  - 11月-ダイレクトリクルーティングサービス「ABABA」提供開始。
- 2022年
  - 2月-シードラウンドで6,000万円の資金調達。[1]
- 2023年
  - 2月-プレシリーズAラウンド1stクローズで1.2億円の資金調達。[2]
- 2024年
  - 1月-シリーズAラウンド1stクローズで2.5億円の資金調達。[3]
  - 2月-第二新卒向けサービス「アバクル」をリリース。
  - 3月-調査研究機関「ABABA総研」を発足。 　  -シリーズAラウンド2ndクローズで1.2億円の資金調達。 　  -一般社団法人 日本経済団体連合会(経団連)に入会。[4]
  - 9月-就活版全国共通模試「REALME」提供開始。[5]

## 事業

### ABABA[6]
新卒向けダイレクトリクルーティングサービス。最終面接に進んだことのある就活生だけが登録できることが特徴。代表取締役の久保駿貴の幼馴染が第一志望企業の最終面接で落ち「うつ状態」に陥ったことを機に開発。リリースから4年で就活生のべ約7万人と企業約1,700社が利用。

### お祈りエール
企業が最終面接の不採用通知の中にABABAへの登録リンクを内包し、その企業の推薦学生として他の企業からのスカウトを受けとりを促す取り組み。

### REALME
AI面接を通して就活生の能力を定量化し、志望企業の内定を獲得できる可能性や、他の就活生と比較したフィードバックが分かるサービス。

## 受賞歴
- 2020年
  - 11月-「ABABA」が岡山イノベーションコンテスト2020でグランプリを受賞[7]
  - 12月-「ABABA」が立命館大学「第２回総長PITCH CHALLENGE」で総長賞・オーディエンス賞を受賞 [8]
- 2021年
  - 2月-「ABABA」がキャンパスベンチャーグランプリ全国大会で経済産業大臣賞を受賞[9]
  - 7月-「ABABA」がJCI(国際青年会議所)「価値デザインコンテスト」でSDGs日本賞を受賞
  - 12月-「ABABA」が「第15回ビジネスプランコンテスト ドリームDASH！」で優勝[10]
- 2024年
  - 1月-「ABABA」が「アクセラレーションプログラム未来X(mirai cross)」でNikko Open Innovation Lab賞・HR Innovation賞を受賞[11]
  - 1月-「ABABA」が「東京ベンチャー企業選手権大会2023」でヒヨコーン部門最優秀賞(東京都知事賞)を受賞[12]
  - 10月-「ABABA」が日本の人事部「HRアワード2024」でプロフェッショナル部門(人材採用・雇用)で最優秀賞を受賞[13]
  - 11月-東京商工会議所「勇気ある経営対象」でスタートアップ部門奨励賞受賞[14][15]